# Linzenich
Linzenich ist ein Stadtteil von Zülpich im Kreis Euskirchen, Nordrhein-Westfalen.

## Lage
Linzenich liegt in der Zülpicher Börde. In direkter Nähe liegt der Nachbarort Lövenich. Zwischen den beiden Ortsteilen fließt der Rotbach. Weitere Nachbarorte sind Sinzenich, Enzen und Ülpenich. Durch den Ort verläuft die Landstraße 178. Südlich liegt der Schievelsberg, ein ehemaliger Thingplatz.

## Geschichte

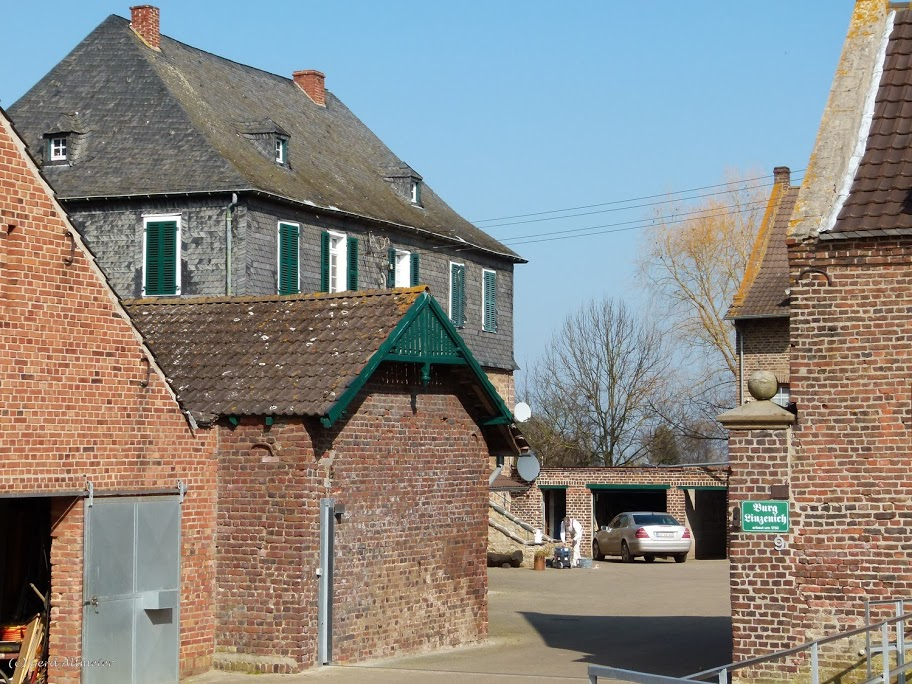
Burg Linzenich

Linzenich ist schon zu römischer Zeit besiedelt gewesen. 1357 wird erstmals die Wasserburg in Linzenich urkundlich erwähnt. Anfang des 15. Jahrhunderts wechselt der Besitz vom Ortsadligen von Linzenich auf das Geschlecht derer von Merode sowie ab 1472 bis 1642 an die Familie von Colyn, deren bekanntester Vertreter der Aachener Bürgermeister und Vorkämpfer des Protestantismus Bonifacius Colyn war. 1768 gelangte sie in Privatbesitz. Heute gehört die zweiteilige Burg einer Familie Zerweck und wird als landwirtschaftlicher Gutshof betrieben.
Am 1. Juli 1969 wurde die Gemeinde Linzenich-Lövenich nach Zülpich eingemeindet.

## Kirche
Die Marien- und Bruder-Klaus-Kapelle wurde 1997 erbaut und eingeweiht. Sie gehört zur Pfarre St. Agnes in Lövenich.

## Politik
Ortsvorsteher für Linzenich und Lövenich ist Franz Glasmacher (Stand April 2021).

## Verkehr
Linzenich liegt im Verbundraum des Verkehrsverbundes Rhein-Sieg (VRS). Die Busse der RVK fahren mit der Linie 810 auf ihrer Strecke von Euskirchen nach Schwerfen durch den Ort. Die Buslinie 774 verbindet als Citybus Zülpich den Ort u. a. mit der Innenstadt Zülpich und dem Zülpicher Bahnhof.
| Linie | Verlauf |
| ----- | --- |
| 774   | Citybus Zülpich: Zülpich Bf – Zülpich Münstertor/Zentrum – Hoven – Seepark – Lövenich – Linzenich – Sinzenich – Schwerfen |
| 810   | Euskirchen Bf – Euenheim – Wißkirchen – Enzen – (Linzenich – Lövenich – Sinzenich –) Schwerfen                            |